# Joris Prosper van Verboom
Joris Prosper van Verboom (Brussel·les, Països Baixos espanyols, 9 de gener de 1665 - Barcelona, 19 de gener de 1744), primer marquès de Verboom i cavaller de Sant Jaume, fou un noble i enginyer militar flamenc a les ordres del rei de les Espanyes.

## Biografia
Era fill de Corneli Verboom, enginyer major de les tropes espanyoles als Països Baixos Espanyols i deixeble de Sebastián Fernández de Medrano. En la Guerra dels Nou Anys es distingí als setges de Besançon i Dole (Jura). Fou enginyer en cap de les tropes filipistes durant la Guerra de Successió Espanyola; va organitzar el cos dels enginyers militars de les Espanyes i estigué pres a la Barcelona austriacista el 1710 després de la batalla d'Almenar, on va poder estudiar els punts febles de la defensa de la ciutat fins que fou traslladat a Viena. El 1712 fou alliberat mentre s'iniciaven les negociacions prèvies al Tractat d'Utrecht. Planejà el setge de Barcelona i, un cop vençuda la ciutat, projectà la Ciutadella de Barcelona entre 1715 i 1718, amb unes obres que van significar l'enderroc de 38 carrers i 1.016 habitatges. Va dissenyar un projecte d'urbanització per allotjar als desnonats al sorral que hi havia fora de les muralles de la ciutat, a tocar del port, però aquest projecte no es va aprovar i no es va portar a terme. L'any 1753, per iniciativa del marquès de la Mina, es va portar a terme un projecte molt semblant, dissenyat per Juan Martín Cermeño, que va donar com a resultat l'actual barri de la Barceloneta. Tot apunta que es va seguir el projecte d'urbanització de van Verboom de 1719, tot i que el nou barri no es va fer per allotjar els desnonats sinó per a reordenar un terreny fins aleshores ple de barraques.
Van Verboom també convertí la Seu Vella de Lleida en castell-caserna el 1717 i va rebre l'encàrrec de realitzar la fortificació del Castell d'Hostalric, un pont a Molins de Rei per facilitar les comunicacions entre Barcelona i el centre de la península. Va participar en el disseny del canal d'Urgell, i fou un dels promotors de l'Acadèmia Militar de Barcelona que s'ubicà a la Ciutadella de Barcelona.
Durant la Guerra de la Quàdruple Aliança partí amb l'esquadra enviada pel cardenal Giulio Alberoni a la conquesta de Sicília i dirigí el setge de Messina i en tornar de Sicília va posar setge a la Seu d'Urgell el 22 de gener de 1720; la vila es va rendir el 29 de gener, pocs dies abans del final de la guerra.
Durant la guerra angloespanyola de 1727 va supervisar el setge de Gibraltar.
Fundador de l'Academia de Matemáticas de Barcelona pel fet que, com a ciutat ocupada, comptava amb nombrosos oficials destinats i realitzà un Plano del Puerto de Barcelona con sus fondos el 1721. Estigué al capdavant de la Superintendencia de la Renta del Tabaco, a Madrid, que el 1727 inicià l'edifici de la Fábrica de Tabacos de Sevilla. En 1737-1738 fou capità general de Catalunya de forma interina.
Morí a Barcelona i fou enterrat a la capella de la Ciutadella de Barcelona, tot i que se'n desconeix el lloc exacte.